# Споменик косовским јунацима у Крушевцу
Споменик косовским јунацима у Крушевцу је најпознатије вајарско дело Ђорђа Јовановића о Косовском боју је споменик косовским јунацима на Тргу косовских јунака у Крушевцу, који истовремено представља и симбол Крушевца од 15. (28). јуна 1904. године, када га је свечано открио краљ Петар I Карађорђевић поводом прославе стогодишњице Првог српског устанка. Камен темељац је поставио, поводом прославе 500-годишњице Косовске битке 1889. краљ Александар Обреновић.

## Изглед споменика
Споменик је у облику мермерне пирамиде, висине 6 метара, са композицијом Виле и Бошка Југовића на врху (4 м). Споменик је направљен у неокласицистичком стилу са јасним вајарским симболима.
Најзначајнија је композиција на врху. Бошко Југовић, барјактар српске војске, који је у име читавог једног жртвованог поколења, изрекао родољубиву заклетву „Не би' ти се, сејо, повратио“, бори се рањен, са сломљеним мачем, али не испушта заставу. У драматичним последњим тренуцима, долеће Вила и прихвата барјак, симболизујући наставак борбе, а њему ставља ловоров венац на главу.
Фигура гуслара, на северној страни споменика представља трајање епске борбе кроз векове, а Девојка на јужној страни, симболизује Србију, која, испруженом руком према југу, позива на ослобођење поробљене браће, обећавајући венац славе прегаоцима.
Рељеф на источној страни слика епско причешће кнежеве војске, а на западној је сцена убиства турског цара Мурата. Бројке на споменику означавају догађаје: 1389 — годину Косовске битке, 1904 — откривање споменика, 1882 — проглашење Србије краљевином (краљ Милан Обреновић).
На споменику је нашла место и представа српских грбова: источна страна — грб кнеза Лазара и посвета „Српство косовским јунацима“, на северној грб Немањића, а на јужној нови грб Краљевине Србије.
Трг косовских јунака је поводом 600 година од оснивања града (1971. године) реновиран, а данашњи изглед је добио педесет година касније (2021. године) поводом 650 година од оснивања града.
У част прославе 600 година од Косовске битке, 1989 године, на споменику је позлаћен венац који вила спушта на главу Бошку Југовићу.
Споменик је оштећен 2000. године за време протеста против изборне крађе који су били свакодневни до 5. октобра. Демонстранти су одвалили гудало из руку Филипа Вишњића. Ново гудало је изливено и враћено у руке песника након неколико година.

## Галерија
- Филип Вишњић - детаљ са споменика Косовским јунацима